# 118 800
118 800 är en nummerupplysning i Sverige som lanserades den 7 april 2006. Under 2009 bedrev företaget en intensiv reklamkampanj i bland annat TV. 118 800 marknadsfördes som ett sökningsalternativ med lägre priser.
Teleinfo 118800 Holdings AB, har gått från dryga 130 anställda till att idag bara anställa en person, företagets VD Markus Öhman. Företaget har idag, januari 2019, ett ärende som väntar på registrering hos bolagsverket.